# Vũ Công Tuấn
Vũ Công Tuấn (1640–1689) là vị chúa Bầu cuối cùng cát cứ tại Tuyên Quang trong thời kỳ Nam Bắc triều và Trịnh Nguyễn phân tranh trong lịch sử Việt Nam.

## Thân thế
Vũ Công Tuấn là con trai của Vũ Công Ứng (Vũ Công Đức). 

## Thời gian cai trị
Chúa cha Vũ Công Ứng trước đó đã phản lại vua Lê chúa Trịnh, tự xưng vương. Đến năm 1669, vì có mâu thuẫn với thủ hạ là Ma Phúc Trường, Vũ Công Ứng yếu thế, lo sợ về kinh tự thú song giữa đường bị giết chết. Chúa Trịnh cho là Công Đức tuy lỗi đạo làm tôi, song nghĩ đến ông cha Công Đức có công lao to, nghĩa không thể dứt, mới lập Vũ Công Tuấn nối nghiệp, cho làm đô đốc thiêm sự, ban tước Khoan quận công, ban cấp dân lộc để giữ việc thờ cúng. Các con trai, con gái của Vũ Công Tuấn đều được vỗ về yên ủi. Còn Ma Phúc Trường bị cho là kẻ bất trung, đem giam vào ngục.
Năm 1672, nhân lúc chúa Trịnh mang đại quân đi đánh chúa Nguyễn phía nam, Vũ Công Tuấn ở Kinh sư đã trốn về Tuyên Quang đánh cướp dân châu này. Vũ Công Tuấn câu kết với dòng dõi họ Mạc là Mạc Kính Vũ, tự xưng Tiểu Giao Cương Vương và chạy sang Vân Nam nhờ nhà Thanh giúp sức. Thổ ty phủ Khai Hóa (Vân Nam) nhà Thanh nhân dịp này chiếm đất cướp dân của Đại Việt, suốt thời Hậu Lê không đòi lại được. Năm Chính Hoà 10 (1689), người Thanh bắt Vũ Công Tuấn và trao trả cho họ Trịnh, rồi bị triều đình giết tại ngã ba sông Bạch Hạc. Triều đình đặt chức Lưu thủ ở Tuyên Quang, từ đó dòng dõi "Chúa Bầu" chấm dứt. Dòng dõi họ Vũ là Vũ Công Đĩnh được triều đình cho lấy tiền ngoại phụ của 7 xã để tế tự giữ hương hỏa họ Vũ.